# Chufo Lloréns
Chufo Lloréns (1931, Barcelona – 14. května 2025) byl španělský spisovatel historických románů.

## Biografie
V letech 1949–1954 vystudoval práva, ale dále se věnoval především divadlu. Vždy měl touhu stát se spisovatelem, ale svůj první román Nada sucede la víspera vydal až roku 1986. Kniha byla okamžitě nominována na prestižní cenu Premio Planeta.
Jeho nejslavnějším dílem je román Te daré la tierra (2008, česky jako Dám ti tu zem), přeložený do několika jazyků. Na příběhu lásky, ctižádosti, vášně a nenávisti pracoval Lloréns čtyři roky, aby mohl přesně popsat život v Barceloně v 11. století. Kniha se stala okamžitě bestsellerem, v jeden den se jí prodalo dokonce 150 000 výtisků.

## Dílo
- Nada sucede la víspera (1986),
- La otra lepra (1993, Další malomocenství),
- Catalina, la fugitiva de San Benito (2001, Kateřina, uprchlice od svatého Benita),
- La saga de los malditos (2003, Sága prokaltých),
- Te daré la tierra (2008, Dám ti tu zem),
- Mar de fuego (2011, Moře ohně)
- La ley de los justos (2015).

## Česká vydání
- Dám ti tu zem, Knižní klub, Praha 2010, přeložili Jana Novotná a Dora Poláková.